# Take Me Home, Country Roads
«Take Me Home, Country Roads», також відома як «Country Roads» — пісня, написана Біллом Данофом, Тефі Ніверт і Джоном Денвером. Вона була випущена як сингл у виконанні Денвера 12 квітня 1971 року і посіла друге місце в тижневому американському хіт-параді Billboard Hot 100, де протрималася до 28 серпня 1971 року. Пісня мала успіх під час першого релізу та отримала золотий сертифікат RIAA 18 серпня 1971 року та платиновий 10 квітня 2017 року.
 Пісня стала однією з найпопулярніших пісень Джона Денвера. Вона продовжує продаватися, лише у Сполучених Штатах було продано понад 1,6 мільйона цифрових копій.
Пісня вважається символом штату Західна Вірджинія. У березні 2014 року вона стала одним із чотирьох офіційних державних гімнів Західної Вірджинії. У 2023 році пісня була відібрана Бібліотекою Конгресу США для включення до Національного реєстру звукозаписів.

## Історія створення
Ідея для пісні прийшла, коли Тефі Ніверт і Білл Даноф, які були одружені, їхали по Клоппер-роуд в окрузі Монтгомері, штат Меріленд, на збори сім'ї Ніверт в Гейтерсбурзі, причому Ніверт була за кермом, а Даноф грав на гітарі. «Я просто почав думати про сільські дороги, я почав думати про те, як я виріс на заході Нової Англії і їздив усіма цими маленькими дорогами», — сказав Даноф. «Це не мало нічого спільного з Мерілендом чи ще якимось місцем».
Для Данофа слова «(t)he radio reminds me of my home far away» є квінтесенцією Західної Вірджинії, алюзією на те, як він слухав програму Saturday Night Jamboree, що транслювалася з Вілінга, Західна Вірджинія, по радіо WWVA в його будинку в Спрінгфілді, штат Массачусетс, під час його дитинства в 1950-х роках.
На створення пісні Данофа вплинули його друг і актор із Західної Вірджинії Кріс Сарандон та члени однієї з комун Західної Вірджинії, які відвідували його виступи. Про членів комуни Даноф зауважив: «Вони привели своїх собак і були дуже колоритною групою людей, але саме так Західна Вірджинія почала проникати в пісню». Хоча пісня була надихнута вихованням Данофа в Спрінгфілді, штат Массачусетс, він «не хотів писати про Массачусетс, тому що [він] не вважав це слово музичним».
Починаючи з 22 грудня 1970 року, Денвер очолював новорічну програму в The Cellar Door, а Fat City відкривали його виступ, так само, як Денвер відкривав у цьому ж клубі виступ тодішнього хедлайнера Девіда Стейнберга. Після післяріздвяного відкриття клубу у вівторок, 29 грудня (виступи Cellar Door тривали з вівторка по неділю, і це бронювання було розраховане на два тижні), вони повернулися до квартири подружжя, щоб влаштувати імпровізований джем. Дорогою Денвер зламав великий палець лівої руки під час зіткнення. Його відвезли до лікарні швидкої допомоги, де наклали шину. Коли вони повернулися до квартири, Денвер сказав, що його «підслуховували».
Коли Даноф і Ніверт прослухали пісню, над якою вони працювали близько місяця, плануючи продати її Джонні Кешу, Денвер «збожеволів».  Він вирішив, що вона має бути у нього, що змусило їх відмовитися від планів продажу. У куплетах і приспіві все ще не вистачало сполучних ланок, тож вони втрьох взялися дописувати.
Ніверт взяла енциклопедію, щоб дізнатися більше про Західну Вірджинію. Перше, на що вона натрапила, був рододендрон, квітка штату, тож вона продовжувала намагатися вписати слово «рододендрон» у пісню. Ніверт записала назву «Рододендрон» на аркуші з текстом пісні, який вони згодом надіслали до ASCAP. Вони не спали до 6 ранку, змінюючи слова та переставляючи рядки.
Коли вони закінчили, вранці в середу, 30 грудня 1970 року, Денвер оголосив, що пісня має увійти до його наступного альбому. Пізніше того ж вечора, під час першого виступу Денвера, він покликав двох своїх співавторів назад на сцену, де тріо змінило свою кар'єрну траєкторію, читаючи текст пісні з одного-єдиного ручного розгорнутого аркуша паперу. За словами Лена Джаффе, автора-виконавця пісень із Вашингтона, округ Колумбія, який був присутній на концерті, де Денвер презентував пісню, це виконання викликало п'ятихвилинну овацію стоячи. Наступного дня Денверу виповнилося 28 років. Вони записали його в Нью-Йорку в січні 1971 року.
«Take Me Home, Country Roads» написана в ля-мажорній тональності та скомпонована в темпі 82 удари на хвилину за загальним часом.

## Текст пісні
| Almost heaven, West Virginia, Blue Ridge Mountains, Shenandoah River. Life is old there, older than the trees, younger than the mountains, blowing like a breeze. Country roads, take me home to the place I belong. West Virginia, mountain momma, take me home, country roads. All my memories gather round her, miner's lady, stranger to blue water. Dark and dusty, painted on the sky, misty taste of moonshine, teardrop in my eye. Country roads, take me home to the place I belong. West Virginia, mountain momma, take me home, country roads. I hear her voice in the mornin' hour she calls me. The radio reminds me of my home far away. And drivin' down the road I get a feeling. That I should have been home yesterday, yesterday. Country roads, take me home. To the place I belong. West Virginia, mountain momma. Take me home, country roads. Country roads, take me home. To the place I belong. West Virginia, West Virginia, mountain momma, oh momma. Take me home, country roads. Take me home, down country roads. Take me home, down country roads. |

## Комерційна продуктивність і надбання
«Take Me Home, Country Roads» з'явилася на платівці Poems, Prayers &amp; Promises яка була випущена під номером 45 навесні 1971 року. В оригінальних виданнях сингл був приписаний «John Denver with Fat City». Він став національним хітом у середині квітня, але просувався вгору по хіт-парадах дуже повільно. Через кілька тижнів RCA Records подзвонили Джону і сказали йому, що вони відмовляються від синглу. Його відповідь: «Ні! Продовжуйте працювати над ним!» Вони так і зробили, і сингл посів 1 місце в чартах Record World Pop Singles Chart і Cash Box Top 100, а також номер 2 у US Billboard Hot 100, пропустивши вперед лише пісню «How Can You Mend a Broken Heart» групи Bee Gees.
18 серпня 1971 року вона отримала золотий сертифікат RIAA за мільйон проданих копій. Пісня продовжила продаватися і в цифрову еру. Станом на січень 2020 року пісню завантажили 1 591 000 разів, відколи вона стала доступною в цифровому форматі.
Пісня Денвера «Take Me Home, Country Roads» була відібрана Бібліотекою Конгресу для збереження в Національному реєстрі звукозаписів у 2023 році.

## Прийом у Західній Вірджинії
«Take Me Home, Country Roads» отримала чудову реакцію у жителів Західної Вірджинії. 1 листопада 2017 року Управління туризму Західної Вірджинії оголосило, що отримало права на використання «Take Me Home, Country Roads» у своїх маркетингових кампаніях. «Country Roads» стали синонімом Західної Вірджинії в усьому світі", — сказала комісар із питань туризму Західної Вірджинії Челсі Рубі. «Вона підкреслює все, що ми любимо в нашому штаті: мальовничу красу, величні гори, позачасовий спосіб життя, а найбільше — теплоту місця, яке відчувається як дім, незалежно від того, чи живеш ти тут завжди, чи тільки приїхав у гості». Початкова фраза пісні «Almost heaven» стала основним слоганом туристичного офісу.
Пісня є головною піснею Університету Західної Вірджинії, і її виконують під час кожного домашнього футбольного шоу перед грою з 1972 року. Пісня звучить під час інших спортивних подій та університетських заходів, зокрема після футбольних ігор, під час яких уболівальників закликають залишатися на трибунах і співати пісню разом з командою. 6 вересня 1980 року, на запрошення губернатора Західної Вірджинії Джея Рокфеллера, автори пісень Даноф, Ніверт і Денвер виконали пісню під час урочистостей перед грою перед аншлагом уболівальників Mountaineer. Цей виступ ознаменував освячення нинішнього Маунтінір Філд університету Західної Вірджинії та першу гру для головного тренера Дона Нелена.
Популярність пісні надихнула законодавчий орган Західної Вірджинії ухвалити «Take Me Home, Country Roads» як офіційну пісню штату. 7 березня 2014 року законодавча влада Західної Вірджинії схвалила резолюцію, згідно з якою «Take Me Home, Country Roads» стала офіційною піснею штату Західна Вірджинія разом із трьома іншими творами: «West Virginia Hills», «This Is My West Virginia», і «Західна Вірджинія, мій дім, милий дім». 8 березня 2014 року губернатор Ерл Рей Томблін підписав резолюцію як закон
Пісня прозвучала на похоронах сенатора від Західної Вірджинії Роберта Берда в капітолії штату в Чарлстоні, Західна Вірджинія, 2 липня 2010 року
Компанія Mountain State Brewing Company, розташована в Томасі, Західна Вірджинія, виробляє бурштиновий ель під назвою «Almost Heaven», який, як стверджується, «названий на честь оди Джона Денвера Західній Вірджинії „Проміжні дороги“».

## Склад гурту
- Джон Денвер — вокал, 6- та 12-струнна акустична гітара
- Білл Даноф — бек-вокал
- Таффі Ніверт — бек-вокал
- Ерік Вайсберг — банджо, гітара
- Майк Тейлор — акустична гітара
- Річард Нісс — контрабас
- Гарі Честер — ударні, перкусія

## Чарти
| Чарт (1971)                        | Максимум |
| ---------------------------------- | -------- |
| Canada Top Singles (RPM)           | 3        |
| Canada Adult Contemporary (RPM)    | 5        |
| Canada Country Tracks (RPM)        | 17       |
| US Billboard Hot 100               | 2        |
| US Adult Contemporary (Billboard)  | 3        |
| US Hot Country Singles (Billboard) | 50       |

## Сертифікації
| Регіон                                                      | Сертифікація  | Продажі   |
| ----------------------------------------------------------- | ------------- | --------- |
| Данія (IFPI Denmark)                                        | Золотий       | 45 000    |
| Німеччина (BVMI)                                            | Золотий       | 250 000   |
| Італія (FIMI)                                               | Золотий       | 25 000    |
| Велика Британія (BPI)                                       | 2× Платиновий | 1 200 000 |
| США (RIAA)                                                  | Платиновий    | 1,591,000 |
| продажі+прослуховування, що базуються лише на сертифікаціях |               |           |

## Кавер-версії

### Hermes House Band
Голландський поп-гурт Hermes House Band зробив кавер на пісню та випустив її під назвою «Country Roads». Ця версія була вперше випущена в Німеччині 21 травня 2001 і була випущена у Великобританії 3 грудня 2001, де вона претендувала на різдвяний сингл номер один 2001 року. Ця версія мала успіх у європейських чартах, досягнувши першого місця в Шотландії, другого місця в Німеччині та Ірландії та першої десятки в Австрії, Данії та Великобританії.
Голландський поп-гурт Hermes House Band зробив кавер на цю пісню і випустив її під назвою «Country Roads». Ця версія була вперше випущена в Німеччині 21 травня 2001 року, а 3 грудня 2001 року — у Великій Британії, де вона стала претендентом на різдвяний сингл номер один 2001 року. Ця версія мала успіх у хіт-парадах Європи, досягнувши першого місця в Шотландії, другого в Німеччині та Ірландії, а також топ-10 в Австрії, Данії та Великій Британії.

#### Списки треків
| Dutch CD single | Dutch CD single                       | Dutch CD single |
| #               | Назва                                 | Тривалість      |
| --------------- | ------------------------------------- | --------------- |
| 1.              | «Country Roads» (original radio edit) | 3:22            |
| 2.              | «Country Roads» (happy dance version) | 3:20            |

| Belgian CD single | Belgian CD single                     | Belgian CD single |
| #                 | Назва                                 | Тривалість        |
| ----------------- | ------------------------------------- | ----------------- |
| 1.                | «Country Roads» (original radio edit) | 3:22              |
| 2.                | «Country Roads» (happy dance version) | 3:20              |
| 3.                | «Country Roads» (karaoke version)     | 3:20              |

| European and Australian maxi-single | European and Australian maxi-single              | European and Australian maxi-single |
| #                                   | Назва                                            | Тривалість                          |
| ----------------------------------- | ------------------------------------------------ | ----------------------------------- |
| 1.                                  | «Country Roads» (original live radio version)    | 3:22                                |
| 2.                                  | «Country Roads» (original radio version)         | 3:22                                |
| 3.                                  | «Country Roads» (dance radio version)            | 3:20                                |
| 4.                                  | «Country Roads» (happy party radio version)      | 3:20                                |
| 5.                                  | «Country Roads» (original live extended version) | 4:24                                |
| 6.                                  | «Country Roads» (dance extended version)         | 4:14                                |
| 7.                                  | «Country Roads» (happy party extended version)   | 4:26                                |

| UK enhanced CD single | UK enhanced CD single                            | UK enhanced CD single |
| #                     | Назва                                            | Тривалість            |
| --------------------- | ------------------------------------------------ | --------------------- |
| 1.                    | «Country Roads» (original radio version)         | 3:22                  |
| 2.                    | «Country Roads» (original live extended version) | 4:24                  |
| 3.                    | «Country Roads» (dance extended version)         | 4:14                  |
| 4.                    | «Country Roads» (video)                          | 3:22                  |

| UK cassette single | UK cassette single                                | UK cassette single |
| #                  | Назва                                             | Тривалість         |
| ------------------ | ------------------------------------------------- | ------------------ |
| 1.                 | «Country Roads» (original radio version)          | 3:22               |
| 2.                 | «Country Roads» (original live extended version)  | 4:24               |
| 3.                 | «Country Roads» (original dance extended version) | 4:14               |

#### Чарти
| Чарт (2001)                               | Пікова позиція |
| ----------------------------------------- | -------------- |
| Австрія (Ö3 Austria Top 75)               | 4              |
| Бельгія (Ultratop Flanders)               | 23             |
| Данія (Tracklisten)                       | 5              |
| Europe (Eurochart Hot 100)                | 21             |
| Німеччина (Media Control AG)              | 2              |
| Ірландія (IRMA)                           | 2              |
| Ireland Dance (IRMA)                      | 1              |
| Нідерланди (Dutch Top 40)                 | 27             |
| Нідерланди (Mega Single Top 100)          | 17             |
| Шотландія (Official Charts Company)       | 1              |
| Швеція (Sverigetopplistan)                | 60             |
| Швейцарія (Media Control AG)              | 35             |
| Велика Британія (Official Charts Company) | 7              |

| Чарт (2001)                      | Позиція |
| -------------------------------- | ------- |
| Austria (Ö3 Austria Top 40)      | 18      |
| Europe (Eurochart Hot 100)       | 96      |
| Germany (Official German Charts) | 10      |
| Ireland (IRMA)                   | 20      |
| UK Singles (OCC)                 | 121     |

| Чарт (2002)    | Посада |
| -------------- | ------ |
| Ireland (IRMA) | 81     |

#### Сертифікація
| Регіон | Сертифікація | Продажі  |
| --- | ------------ | -------- |
| Данія (IFPI Denmark)                                                                                             | Золотий      | 45 000   |
| Німеччина (BVMI)                                                                                                 | Платиновий   | 500 000^ |
| Велика Британія (BPI)                                                                                            | Срібний      | 200 000  |
| ^відвантаження, що базуються лише на сертифікаціях · продажі+прослуховування, що базуються лише на сертифікаціях |              |          |

### Олівія Ньютон-Джон
У січні 1973 року Олівія Ньютон-Джон випустила кавер-версію, яка досягла 6 місця в Японії та 15 місця у Великобританії. Це був головний сингл з її третього студійного альбому Let Me Be There. Ця версія, як і сама пісня, займає важливе місце в японському анімаційному фільмі «Шепіт серця».

### Fallout 76
Кавер-версія пісні, створена у співпраці між Copilot Music and Sound та вокальним гуртом Spank, була замовлена для тизера та повного трейлера на E3 2018 до відеогри Fallout 76 у 2018 році, сюжетні події якої відбуваються в Західній Вірджинії. Випущена 4 липня 2018 року як сингл лише для iTunes, пісня посіла 1 місце в чарті синглів iTunes. Того ж тижня вона дебютувала 41-й сходинці чарту Billboard Hot Country Songs, а наступного тижня опинилася на 21-й сходинці чарту Billboard Country Digital Songs. На офіційному YouTube-каналі оригінального запису Джона Денвера, який був завантажений у 2013 році, пізніше було відредаговано його опис у зв'язку з використанням пісні у грі. В Австралії промо-платівка Fallout 76 з обкладинкою була включена до грудневого випуску журналу STACK Magazine за 2018 рік ексклюзивно від ритейлера JB Hi-Fi.
| Чарти (2018)                       | Максимум |
| ---------------------------------- | -------- |
| Digital Song Sales США (Billboard) | 21       |
| Hot Country Songs США (Billboard)  | 41       |

### Forever Country
Пісня здобула подальший успіх у чартах як частина кантрі-попурі Forever Country та відео, створеного у 2016 році на честь 50-річчя нагороди Асоціації кантрі-музики.